# Die Geldwäscherei
Die Geldwäscherei (Originaltitel: The Laundromat) ist eine Filmsatire im amerikanischen Dramedy-Stil von Steven Soderbergh, die am 1. September 2019 im Wettbewerb der Filmfestspiele von Venedig ihre Weltpremiere feierte. Der Film erzählt von der Veröffentlichung der sogenannten Panama Papers und den damit verbundenen Briefkastenfirmen, Steueroasen und Methoden der Geldwäsche. Er war in Deutschland ab dem 3. Oktober 2019 in ausgewählten Kinos zu sehen und wurde am 18. Oktober 2019 auf dem Streamingportal Netflix veröffentlicht.

## Handlung
Als einer Gruppe von Journalisten 11,5 Millionen Akten in die Hände fallen, bringen diese die reichsten und mächtigsten Persönlichkeiten der Welt mit geheimen Bankkonten in Verbindung und entlarven sie als Steuerhinterzieher.

## Die Panama Papers
Der Film erzählt eine wahre Geschichte. Im Jahr 2015 war ein anonymer Whistleblower mit dem Decknamen „John Doe“ mit 11,5 Millionen Dokumenten an den Journalisten Bastian Obermayer von der Süddeutschen Zeitung herangetreten, darunter E-Mails, Briefe, Faxnachrichten, Gründungsurkunden, Kreditverträge, Rechnungen und Bankauszüge als PDF-, Text- sowie Bilddateien aus den Jahren 1977 bis 2016. Diese später als Panama Papers bezeichneten Dokumente bewiesen, dass mehrere Personen des öffentlichen Lebens Offshore-Bankkonten besaßen, mit denen sie hohe Steuerzahlungen vermieden. Nach einer mehr als einjährigen Analyse veröffentlichte die Zeitung im April 2016 erste Auszüge aus den Unterlagen, die von 109 Zeitungen, Fernsehstationen und Online-Medien in 76 Ländern gleichzeitig verbreitet wurden. Sie belegten legale Strategien der Steuervermeidung, aber auch Steuer- und Geldwäschedelikte, den Bruch von UN-Sanktionen sowie andere Straftaten durch Kunden von Mossack Fonseca. In zahlreichen Ländern hatten die Enthüllungen zu Ermittlungen gegen Politiker und andere Prominente geführt und öffentliche Debatten über Steuerschlupflöcher, Briefkastenfirmen, Steueroasen, Steuerdelikte und Steuermoral ausgelöst.
Der Film basiert zudem auf dem Sachbuch Secrecy World von Jake Bernstein, das der US-amerikanische Journalist 2017 veröffentlichte. Secrecy World war auch der Arbeitstitel des Films.

## Produktion
Regie führte Steven Soderbergh, der sich die Rechte an Bernsteins Buch gesichert hatte. Im Oktober 2018 wurde bekannt, dass Netflix die Finanzierung des Films übernimmt.

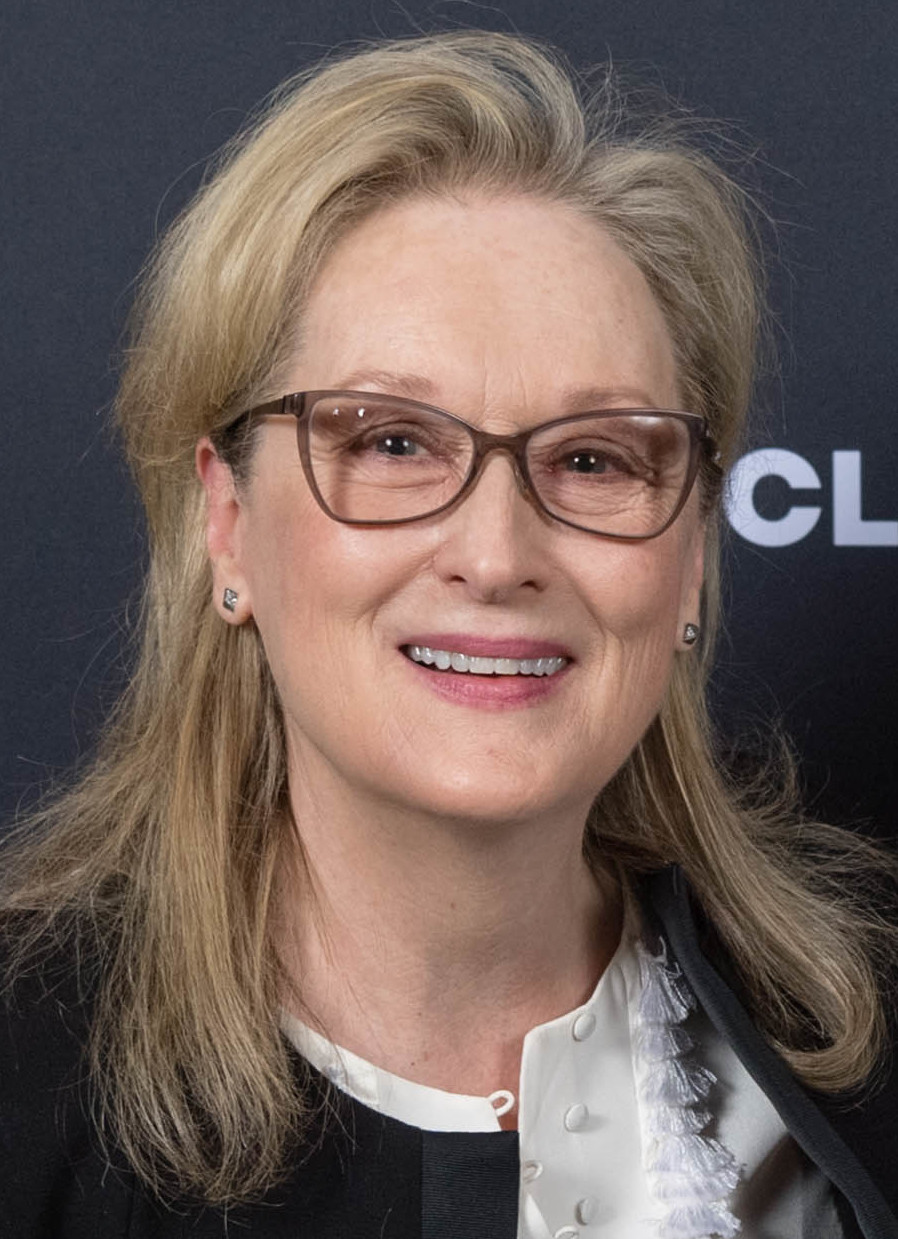
Meryl Streep übernahm die weibliche Hauptrolle von Ellen Martin

Im Frühjahr 2018 wurde die Besetzung mit Meryl Streep bekannt. Sie übernahm die weibliche Hauptrolle von Ellen Martin. Sie spielt auch Elena im Film, was man durch geschickte Verkleidung tarnt. Die beiden Gründer der Anwaltskanzlei Mossack Fonseca, der in Deutschland geborene Jürgen Mossack und sein panamaischer Partner Ramón Fonseca, werden im Film von Gary Oldman und Antonio Banderas gespielt. Sie fungieren als Erzähler und Moderatoren des Films, die, beide schicke Anzüge tragend, in die Szenen einleiten und dabei auch die Geschichte des Tauschhandels, des Geldes, des Kreditwesens und letztlich auch völlig unverblümt das von ihnen entwickelte Konzept der Verschleierung von Vermögen erklären. In ihrer Funktion helfen sie dem Zuschauer, solche Informationen zu verarbeiten, die es zum Verständnis des im Film behandelten Themas braucht.
Im Oktober 2018 wurde die Besetzung der Rolle von Matthew Quirk mit David Schwimmer bekannt. Im gleichen Monat wurden die Besetzungen weiterer Rollen mit Matthias Schoenaerts, Jeffrey Wright, Chris Parnell, James Cromwell, Melissa Rauch, Larry Wilmore und Robert Patrick bekannt. In weiteren Rollen sind Nikki Amuka-Bird und Rosalind Chao zu sehen.
Die Dreharbeiten fanden im Herbst 2018 in Miami und Key West in Florida, in Las Vegas, im kalifornischen Santa Clarita, am Lake Arrowhead und in Los Angeles statt. Der Regisseur fungierte auch als Kameramann (unter dem Pseudonym Peter Andrews, den Vornamen seines Vaters) und besorgte den Schnitt (unter dem Pseudonym Mary Ann Bernard, dem Namen seiner Mutter).
Die Filmmusik komponierte David Holmes.
Am 1. September 2019 wurde der Film bei den Filmfestspielen von Venedig im Hauptwettbewerb uraufgeführt, wo er um den Goldenen Löwen konkurrierte. Nach einigen weiteren Festivalteilnahmen (Toronto International Film Festival, Festival Internacional de Cine de San Sebastián, Zurich Film Festival) und einem limitierten Kinostart in den USA am 27. September 2019 wurde der Film am 18. Oktober 2019 auf dem Streamingportal Netflix, das den Film auch koproduzierte, international veröffentlicht. Die Filmwelt-Verleihagentur brachte ihn in Deutschland ab dem 3. Oktober 2019, zwei Wochen vor dem Start auf Netflix, in einige ausgewählte Kinos.
| Rolle               | Schauspieler         | Synchronsprecher    |
| ------------------- | -------------------- | ------------------- |
| Ellen Martin        | Meryl Streep         | Dagmar Dempe        |
| Jürgen Mossack      | Gary Oldman          | Udo Schenk          |
| Ramón Fonseca       | Antonio Banderas     | Bernd Vollbrecht    |
| Matthew Quirk       | David Schwimmer      | Nicolas Böll        |
| Captain Perry       | Robert Patrick       | Peter Reinhardt     |
| Charles             | Nonso Anozie         | Michael Ojake       |
| Fetching            | Amy Louise Pemberton |                     |
| Agent Kilmer        | Cristela Alonzo      | Sarah Méndez García |
| Miranda             | Nikki Amuka-Bird     | Thelma Buabeng      |
| Joseph David Martin | James Cromwell       | Dieter Memel        |

## Rezeption

### Kritiken
Insgesamt stieß der Film bei den Kritikern auf geteiltes Echo. Rotten Tomatoes verzeichnet bei 177 Kritiken einen Anteil von 41 % positiven bei einer durchschnittlichen Wertung von 5,5/10.

### Auszeichnungen
Costume Designers Guild Awards 2020
- Nominierung in der Kategorie Excellence in Contemporary Film (Ellen Mirojnick)[22]

Internationale Filmfestspiele von Venedig 2019
- Nominierung für den Goldenen Löwen (Steven Soderbergh)

Make-Up Artists And Hair Stylists Guild Awards 2020
- Nominierung für das Beste zeitgenössische Haarstyling – Spielfilm (Marie Larkin, Yvette Stone, J. Roy Helland)[23]